# Берча
Берча (рум. Bercea) — село у повіті Селаж в Румунії. Входить до складу комуни Синміхаю-Алмашулуй.
Село розташоване на відстані 365 км на північний захід від Бухареста, 20 км на південний схід від Залеу, 41 км на північний захід від Клуж-Напоки.

## Населення
За даними перепису населення 2002 року у селі проживали 226 осіб. Рідною мовою 224 особи (99,1%) назвали румунську.
Національний склад населення села:
| Національність | Кількість осіб | Відсоток |
| -------------- | -------------- | -------- |
| румуни         | 180            | 79,6%    |
| цигани         | 46             | 20,4%    |